# حي القصور (حمص)
حي القصور هو أحد أحياء مدينة حمص. يعد حي القصور من الأحياء السكنية النشطة في حمص ويوجد فيه ستّ مدارس أهمها مدرسة عبد الحميد الحراكي وحيدر قيس، ومن شوارعه شارع عالي واطي وشارع رياض عبد المولى وشارع حمزة الصاج، ويمتد الحي من حي القرابيص نزولًا إلى حديقة الصناعة ومن طريق حماه إلى سوق الهال.

## طابعه
يعتبر هذا الحي من الأحياء الجديدة نسبياً، فقد بُنِي هذا الحي مكان بساتين ومزارع قديمة في الثمانينيات من القرن العشرين، وهو حي يتميز بتظيم المباني بشكل متشابه وارتفاع طابقي موحد.
خلال الثورة السورية عام 2011 تضامن السكان في هذا الحي مع أهلهم في باقي الاحياء، مما جلب الحصار و الدمار، الحي الآن شبه مدمر و معظم سكانه مهجرين ضمن سوريا و خارجها.

## معالمه
يوجد في الحي عدد من المساجد مثل
- جامع عباد الرحمن .
- جامع التوحيد.
- جامع شمسي باشا.
- جامع حمود الناصر.